# Jaroslav Krejčí (Soziologe)
Jaroslav Krejčí (* 13. Februar 1916 in Polešovice, Mähren; † 16. Februar 2014 in Lancaster, England) war ein tschechisch-britischer Soziologe, Historiker, Wirtschaftswissenschaftler und Professor für Soziologie an der Lancaster University.

## Leben

### Familie und Widerstand gegen den Nationalsozialismus
Krejčí wurde in Polešovice im  Bezirk Uherské Hradiště, Österreich-Ungarn, geboren. Er studierte in Prag an der rechtswissenschaftlichen Fakultät der Karls-Universität.
Sein Vater Jaroslav Krejčí senior bekleidete das Amt des Ministerpräsidenten des Protektorats Böhmen und Mähren in der von Nazi-Deutschland besetzten Tschechoslowakei. Im Gegensatz zur Kollaboration seines Vaters lehnte Jaroslav Krejčí die deutsche Besatzung der Tschechoslowakei ab und engagierte sich während des Zweiten Weltkriegs aktiv im tschechoslowakischen Widerstand.

### Widerstand gegen den Kommunismus
Nach Kriegsende trat Krejčí in das Nationalökonomische Institut Josef Hlávka ein. Er wandte sich offen gegen den Zusammenschluss der Tschechoslowakischen Sozialdemokratischen Partei, deren Mitglied er war, mit der Kommunistischen Partei nach dem Staatsstreich 1948 (Februarumsturz). 1954 wurde er wegen seiner Opposition gegen die Kommunistische Partei zu zehn Jahren Gefängnis wegen Hochverrats verurteilt. Im Rahmen einer Amnestie wurde er 1960 aus der Haft entlassen.

### Emigration nach 1968 und Tätigkeit in England
Nach dem Einmarsch des Warschauer Pakts in die Tschechoslowakei 1968, der den Prager Frühling niedergeschlagen hatte, emigrierte er mit seiner Frau nach England. Krejčí wurde Professor für Soziologie an der Lancaster University. Von 1969 bis 1983 lehrte er in den Fachbereichen Französisch, Germanistik und Religionswissenschaften der Universität. Ein Großteil seiner Forschungen konzentrierte sich auf die Entstehung und die Geschichte der Zivilisation aus einem makrosoziologischen Ansatz.,

### Rückkehr in die Tschechoslowakei nach der Samtenen Revolution
Nach der Samtenen Revolution und dem Ende des Kommunismus kehrte er in die Tschechoslowakei zurück und lehrte an der Karls-Universität Prag und der Palacký-Universität Olmütz sowie an der Diplomatischen Akademie Wien.

## Auszeichnungen
Im Jahr 2006 gründete er den Anna und Jaroslav Krejčí Research Endowment Fund zur Unterstützung von Personen, die sich mit Geisteswissenschaften beschäftigen. 1998 wurde Krejčí von Staatspräsident Václav Havel mit der Verdienstmedaille der Republik Tschechien ausgezeichnet. Auch die Universität Lancaster ehrte ihn im Jahr 2000 mit der Ehrendoktorwürde.
Jaroslav Krejčí starb am 16. Februar 2014 im Alter von 98 Jahren in Lancaster.

## Bücher (Auswahl)
- Social Change and Stratification in Postwar Czechoslovakia. Macmillan, 1972, ISBN 0-333-13495-8.
- Social Structure in Divided Germany. Contribution to the Comparative Analysis of Social System. Palgrave Macmillan, 1976, ISBN 0-312-73535-9.
- zusammen mit Vitězslav Velímský: Ethnic and Political Nations in Europe. Palgrave Macmillan, 1981, ISBN 0-312-26625-1.
- Great Revolutions Compared: The Search for a Theory. Branch Line, 1983, ISBN 0-7108-0476-8.
- Czechoslovakia at the Crossroads of European History. I.B. Tauris, 1990, ISBN 1-85043-194-9.
- The Civilizations of Asia and the Middle East before the European Challenge. Palgrave Macmillan  (1st ed. 1990), 2014, ISBN 978-1-349-11149-7.
- The Human Predicament, Its Changing Image. Palgrave Macmillan  (1st ed. 1993), 2014, ISBN 978-1-349-22525-5.
- The Paths of Civilization: Understanding the Currents of History. Palgrave Macmillan, 2004, ISBN 1-4039-3821-0.